# 평창종합운동장
평창종합운동장(平昌綜合運動場, Pyeongchang Stadium)은 대한민국 강원특별자치도 평창군에 있는 스포츠 시설이다. 천연잔디 필드와 우레탄 트랙이 갖춰져 있고 1993년에 준공되었다. 2015년부터 2019년까지 평창 FC의 홈 경기장으로 사용되었다.

## 참고 문헌
- 《전국 공공체육 시설 현황 (2017년말 기준)》. 대한민국 문화체육관광부. 2019.
- 《2019년 전국 공공체육시설 현황 (2018년말 기준)》. 대한민국 문화체육관광부. 2020.
- 《2023 전국 공공체육시설 현황 (2022년 12월말 기준)》. 대한민국 문화체육관광부. 2024.

## 같이 보기
- 평창 FC